# 筝
箏族樂器是東亞地區一類半筒状箱型齊特琴類（box zither）撥弦樂器，上有可移動的弦柱（或稱雁柱），移動雁柱即可調校音高，包括有中國的古箏（中國箏）、日本的和箏、朝鮮的伽倻琴、越南的彈箏、琉球的琉球箏、蒙古的雅托噶和哈萨克的Zhetigen哈萨克箏
。而中國的古箏是東亞各類箏類樂器的始祖。

## 各種箏類

### 中國
古箏本稱箏，因流傳歷史悠久，故稱古箏，又稱秦箏、漢箏，最早的演奏记载于《史记》：“擊甕叩缶，弹筝搏髀，而歌呜呼呼，此谓真秦之声。”歷代一直有發展，至今仍是中國音樂常用的樂器之一。

### 日本
和箏是日本傳統音樂中一項重要的樂器，源自於中國的古箏。長度大約180cm，有十三條弦、十七弦、二十弦、二十五弦和八十弦等种类。

### 朝鮮
伽倻琴是朝鮮半島傳統撥弦樂器，從中國古代的箏演變過來的。從新羅時代流傳，已有1500多年歷史，有十二弦、十五弦、十七弦、十八弦、二十一弦和二十五弦等种类。

### 越南
彈箏是越南的傳統撥弦樂器，有十六弦、十七弦、十九弦、二十一弦、二十二弦和二十四弦、二十六弦等种类。相传是仿照宋筝制成。

### 琉球
琉球箏是琉球的傳統撥弦樂器，有十三弦、与日本雅楽筝相同。

### 蒙古
雅托噶（传统蒙古文: yatug-a, 西里尔字母: yatga），也称蒙古箏，
是一种蒙古族弹拨弦鸣乐器，流行于内蒙各地、辽宁、吉林等蒙古族聚居区和蒙古国。

### 哈萨克
Zhetigen 是一種哈薩克語多弦彈撥樂器，形狀類似古瑟。最古老的 zhetigen 是一個長方形的盒子，從一塊木頭上挖空。這樣的zhetigen沒有頂級音板，但有asyk釘。琴弦（由馬毛製成）是從樂器外部用手拉出的。後來，zhetigen 的上部覆蓋著一個木甲板。Asyks 被替換在兩側的每根弦下，用作釘子。通過移動它們，您可以調整弦樂。如果 Asyks 將他們拉得更近，則編隊會增加，分開 - 它會減少。

## 延伸阅读
[在维基数据编辑]
 《欽定古今圖書集成·經濟彙編·樂律典·箏部》，出自陈梦雷《古今圖書集成》